# Entre el miedo y la victoria
Entre el miedo y la victoria es el quinto episodio de la serie mexicana Gritos de muerte y libertad.

## Sinopsis
Luego de la Batalla del Monte de las Cruces, Allende e Hidalgo se recuperan de una lucha sin cuartel. Al momento de hacer un recuento de las bajas, Juan Aldama informa al resto de los militares insurgentes que sus pérdidas ascienden a 3 mil hombres. Por si fuera poco, aquellos hombres están visiblemente preocupados por la actitud de Hidalgo, quién empieza a mostrar indecisión -sino remordimientos de conciencia- ante el hecho de avanzar y tomar la Ciudad de México.
En un intento por ganar algo de tiempo para que Allende pueda convencer al párroco, Mariano Jiménez y un mestizo son enviados a entablar con el Virrey Venegas la rendición de la ciudad. Venegas, contra todo pronóstico por parte de los insurgentes, se niega a entregar la plaza argumentando que «ninguna horda de zambos dominara Nueva España». Los insurgentes regresan al campamento frustrados ante la negativa de Venegas a aceptar la rendición.
La tensión aumenta en el campamento de los insurgentes. Las tropas están cansadas y con la moral baja después de la carnicería de Monte de las Cruces. Hay varios heridos; muchos de ellos no pasaran de esa noche. Y encima de todo, empieza a correr el rumor de que las tropas del general Calleja se dirigen a marchas forzadas en su contra. Al ver esto, el cura Hidalgo comienza a inclinarse cada vez más por dar la vuelta hasta Valladolid, para así reponer fuerzas.
Ha llegado el momento de decidir. Esa misma noche, Ignacio Allende se entrevista con Hidalgo en su tienda de campaña. Todo con la esperanza de convencer al párroco de avanzar a la capital antes de que llegue Calleja. Sin embargo, Hidalgo ha tomado su decisión: volver a Valladolid. Ello mientras argumenta que "aquella avanzada... es inmoral". Dicha respuesta provoca la furia de Allende, quién le repudia el haberse acobardado hasta este punto de la lucha, haciendo que todo sea en vano... Aquello sí era inmoral.
La mañana siguiente, ni siquiera el hermano del sacerdote, Mariano, logra revertir la decisión del entonces Generalísimo Hidalgo. Luego de dar la orden, el ejército insurgente se divide en dos. Hidalgo volverá a Valladolid con la esperanza de conseguir apoyo, mientras que Allende regresará a Guanajuato para reforzar la plaza ante un inevitable enfrentamiento con Calleja. Aquello significaría el principio del fin de Hidalgo y sus colaboradores. Pues en el camino, se encontrarían ambos bandos en Aculco, sufriendo una terrible derrota. Lo que provocaría el debilitamiento del ejército insurgente por causa de las deserciones, la toma de prisioneros y la pérdida de parque.

## Personajes
Personaje(s) clave:  Miguel Hidalgo
Otros personajes: 

Ignacio Allende 

Juan Aldama 

Mariano Jiménez 

Francisco Xavier Venegas
Mariano Abasolo